# المقاطعة الإقليمية لشرق كوتيناي

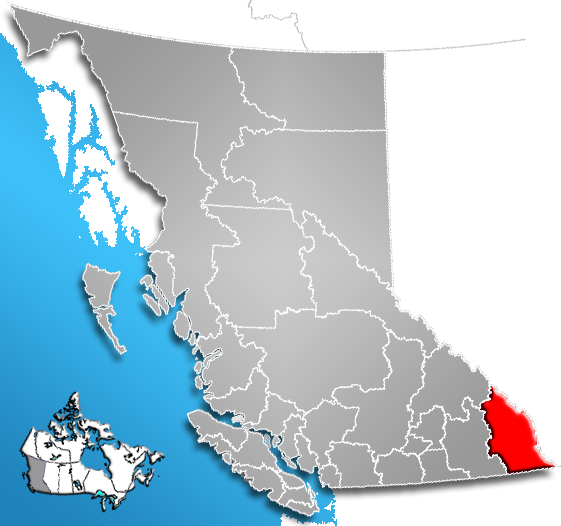
المقاطعة الإقليمية لشرق كوتيناي

المنطقة الإقليمية لشرق كوتيناي  (RDEK) هي منطقة إقليمية في مقاطعة كولومبيا البريطانية في كندا. في تعداد عام 2016 ،كان عدد السكان 60439. مساحتها 27.542.69 كيلومتر مربع (10,641.16 ميل مربع). تقع مكاتب المناطق الإقليمية في كرانبروك، أكبر مجتمع في المنطقة. تشمل المراكز السكانية الهامة الأخرى مدينتي كيمبرلي وفرني وبلدية إينفيرمير وسباروود. رغم اسمها لا تشمل
المنطقة الإقليمية كل المنطقة المعروفة باسم شرق كوتيناي، والتي تشمل وادي كريستون والشاطئ الشرقي لبحيرة كوتيناي.

## الجغرافية
يتمثل الشكل السائد للمنطقة الإقليمية المهيمنة في جبال روكيز، يحاط بها جبال بورسيل وجبال روكيز أيضا من الشرق والغرب، ويشمل منطقة وادي كولومبيا ، ويقع النصف الجنوبي منها في المنطقة الإقليمية (النصف الشمالي في مقاطعة كولومبيا-شوسواب الإقليمية).ومن المناطق الأخرى المتميزة داخل المنطقة الإقليمية وادي الألك في جبال روكيز الجنوبية، وهو مدخل ممر كروسنست ومنطقة هامة لتعدين الفحم. بخلاف أنهار كولومبيا وكوتيناي، التي تشكل أودية في قاع خندق روكي ماونتين، وهي مدرجة أيضًا في المنطقة الإقليمية من الأجزاء الشمالية من أحواض فلاتهيد وموي وياهك (روافد موي وياهك هي روافد لكوتيناي) ، دخوله في الولايات المتحدة، وفلاتهيد هو رافد لكلارك فورك في مونتانا).

## البلديات
| البلديات                          | نوع الحكومة       | عدد السكان |
| كرانبروك (كولومبيا البريطانية)    | مدينة             | 20,047     |
| كيمبيرلي (كولومبيا البريطانية)    | مدينة             | 7,425      |
| فيرني                             | مدينة             | 5,249      |
| سباروود                           | بلدية المنطقة     | 3,784      |
| إنفيرمير                          | بلدية المنطقة     | 3.391      |
| جامبو الجليدي ‏                    | بلدية منتجع الجبل | 0          |
| إلكفورد                           | بلدية المنطقة     | 2,499      |
| راديوم هات (كولومبيا البريطانية)  | قرية              | 776        |
| كانال فلاتس (كولومبيا البريطانية) | قرية              | 668        |

## روابط خارجية
- Regional District of East Kootenay